# 新界區專線小巴20S線
新界區專線小巴20S線是香港一條來往馬窩至大埔墟（南盛街）的專線小巴路線。

## 歷史
- 2004年：投入服務，由20A分拆出來，初時往來馬窩至大埔墟（南盛街），以循環線運作。
- 2010年7月2日：修改行車路線，由馬窩開出駛至大埔墟鐵路站後，改經雅運路、南運路、運頭街、南運路、達運路及馬窩路返回總站（往大埔墟方向不經鄉事會街及寶鄉街，往馬窩方向不經大埔墟鐵路站），並加密班次。[4]
- 2010年8月21日：因改道試驗反應不佳，路線恢復繞經大埔墟鐵路站及南盛街。

## 途經地點
本路線穿梭馬窩一帶豪宅區（新峰花園、御峰苑、御峰豪園）往來港鐵大埔墟站及大埔新街市。
- 馬窩開：經馬窩路，達運道，南運路，雅運路，大埔墟鐵路站小巴總站，雅運路，南運路，鄉事會街，寶鄉街，南盛街，安富道，廣福道，運頭街，南運路，雅運路，大埔墟鐵路站小巴總站，雅運路，南運路，達運道及馬窩路。

## 收費
- 全程收費 $5.1
  - 馬窩往來大埔墟鐵路站 $3.3

| - 本線大小同價。 - 65歲或以上長者使用長者或個人八達通（包括「樂悠咭」），合資格殘疾人士（包括12歲以下合資格殘疾兒童），以及60至64歲香港居民使用「樂悠咭」使用「殘疾人士身份」個人八達通繳付車資，均可享有每程$2.0或全費（以較低者為準）的票價優惠。 - 乘客可以現金或八達通於上車時付款，不設找續。 - 每位成人乘客可免費攜帶最多兩名3歲以下而不佔座位的兒童乘客乘車，超額之3歲以下小童必須繳付車費乘車。 - 乘客若繳付分段收費，請按八達通機上的「分段」按鍵，並調校至所合適的收費才拍卡。 |

### 八達通轉乘優惠
- 由本路線於上車後一小時內轉乘20A、20B、20K及20X，或由20A、20B、20K及20S轉乘本路線往來馬窩至大埔那打素醫院（20A及20X）或八號花園（20B及20K），兩程車費合共$5.7港元。[5]